# Merzig
Merzig település Németországban, azon belül Saar-vidék tartományban. Lakosainak száma 30 070 fő (2023. december 31.).

## Népesség
A település népességének változása:
| Lakosok száma | 30 197 | 30 444 | 31 118 | 29 812 | 29 818 | 29 745 | 29 609 | 30 051 | 30 070 |
|               | 1975   | 2010   | 2014   | 2016   | 2017   | 2019   | 2021   | 2022   | 2023   |

## Híres emberek
- Itt született és hunyt el Therese Zenz világbajnok és olimpiai ezüstérmes kajakozó